# Filmtrilogie
Een filmtrilogie is een trilogie (drieluik) van drie films. Filmtrilogieën bestaan in verschillende gradaties: van films die samen één verhaal vormen en als drieluik geschreven en geproduceerd zijn, tot films met de maker als enige onderlinge verband, die door fans en critici (of door de makers of distributeurs, voor marketingdoeleinden) als trilogie worden beschouwd.

## Voorbeelden
Een van de bekendere filmtrilogieën is Francis Ford Coppola's The Godfather, gebaseerd op het gelijknamige boek van de Italiaans-Amerikaanse schrijver Mario Puzo. De eerste twee films, The Godfather en The Godfather: Part II, waren begin jaren 70 gemaakt, en in 1990 verscheen The Godfather: Part III. Coppola en Puzo zagen dit derde deel als epiloog en hadden als titel The Death of Michael Corleone in gedachten, maar de productiemaatschappij Paramount Pictures accepteerde dit niet. Van deze filmserie is in 1992 ook een speciale videoversie uitgekomen: The Godfather Trilogy: 1901-1980.
Back to the Future (1985) en The Matrix (1999) zijn voorbeelden van films, die door hun succes de makers aanspoorden om er trilogieën van te maken. In beide gevallen werden de twee sequels gelijktijdig gefilmd, waarna ze zes maanden na elkaar uitgebracht werden; Back to the Future Part II en Back to the Future Part III in november 1989 en mei 1990, en The Matrix Reloaded en The Matrix Revolutions in mei en november 2003.
Een voorbeeld van een grote productie die in één keer als trilogie is geproduceerd, is The Lord of the Rings, uitgebracht met de ondertitels The Fellowship of the Ring (2001), The Two Towers (2002) en The Return of the King (2003). Het filmen voor alle drie films vond plaats in 1999 en 2000, waarna de postproductie voor elk deel telkens een jaar in beslag nam, om in december van de respectieve jaren in de bioscopen te verschijnen.
Veel trilogieën bestaan uit een reeks "afleveringen" rond dezelfde personages; drie films met een eigen verhaal die niet, of in mindere mate, samen één verhaallijn vormen. Voorbeelden hiervan uit de jaren 80 en 90 zijn Beverly Hills Cop met zijn sequels Beverly Hills Cop II en Beverly Hills Cop III, en The Naked Gun-reeks (The Naked Gun: From the Files of Police Squad!, The Naked Gun 2½: The Smell of Fear en Naked Gun 33⅓: The Final Insult). Aan het begin van de 21e eeuw verscheen de Ocean's-trilogie: Ocean's Eleven, Ocean's Twelve en Ocean's Thirteen.

### Trilogieën van losstaande verhalen
Trois couleurs is een drieluik uit 1993/1994 van de Poolse regisseur Krzysztof Kieślowski, bestaande uit Trois couleurs: Bleu, Trois couleurs: Blanc en Trois couleurs: Rouge, met als afzonderlijke thema's vrijheid, gelijkheid en broederschap: het motto van Frankrijk dat zijn oorsprong heeft in de Franse Revolutie. Het zijn drie losstaande verhalen, die naast deze thematiek slechts met elkaar verbonden zijn door enkele samenvallende scènes en een aantal wederkerende details.
De Blood and Ice Cream-trilogie bestaat uit de komedies Shaun of the Dead (2004), Hot Fuzz (2007) en The World's End (2013), die inhoudelijk niets met elkaar te maken hebben, maar wel sterke overeenkomsten hebben in stijl, achterliggende thema's, running gags en terugkerende acteurs. Het idee voor de trilogie is ontstaan uit een grapje tijdens de promotie van Hot Fuzz, naar aanleiding van de terugkomende Cornetto. De reeks heet daarom ook wel de Three Flavours Cornetto-trilogie, refererend aan de voorgenoemde Trois couleurs.
Een drietal documentaires met eenzelfde kernboodschap zoals Melanie Bonajo maakte met Night Soil.

### Onofficiële trilogieën
Drie films met vergelijkbare thema's van dezelfde maker worden later soms als trilogie aangeduid. De Dollarstrilogie uit de jaren 1964-1966, van de Italiaanse filmregisseur Sergio Leone, is hier een voorbeeld van. Er zit geen continuïteit tussen A Fistful of Dollars, For a Few Dollars More en The Good, the Bad and the Ugly, en het was ook niet Leone's intentie om een trilogie te maken, maar ze vertonen sterke gelijkenissen door onder andere de muziek van Ennio Morricone en de haast identieke hoofdpersonage. Deze is telkens een zwijgzame, onafhankelijke, uit geldzucht handelende revolverheld, gespeeld door Clint Eastwood. De Amerikaanse distributeur United Artists zocht naar een goede reden om de drie als trilogie te verkopen, en kwam met het Man with No Name-concept, aangezien van Eastwoods personages slechts bijnamen bekend zijn. Die bijnaam is in elke film verschillend: respectievelijk "Joe" (zo wordt hij genoemd door de begrafenisondernemer), "Manco" (Spaans voor "eenarmig", omdat hij alles linkshandig doet, behalve schieten) en "Blondie" (zo wordt hij genoemd door Tuco, vanwege zijn vrij bleke huid).
Enkele andere voorbeelden: Quentin Tarantino's Reservoir Dogs (1992), Pulp Fiction (1994) en Jackie Brown (1997) werden, voordat hij in 2003 Kill Bill maakte, weleens de "Quentin Tarantino-trilogie" genoemd. Steven Spielbergs films A.I.: Artificial Intelligence (2001), Minority Report (2002) en Catch Me If You Can (2002) staan onofficieel bekend als de running man-trilogie, omdat in alle drie een hoofdpersoon probeert te ontsnappen aan een achtervolger.